# 國立臺灣師範大學學生會會費訴訟案
國立臺灣師範大學學生會會費訴訟案，簡稱師大會費案，為中華民國大專院校學生自治之案件。全案由時任理事長馮輝倫向博士班學生、同時也擔任學生代表的吳律德，依相關法規認為吳律德欠繳學生會費109學年度之200元及110學年度之500元，向臺北地方法院聲請支付命令，並衍生為行政訴訟。2023年3月13日，臺北地方法院作出判決（臺灣臺北地方法院行政訴訟判決111年度簡字第46號）。判決指出，受大學法保障的學生會係屬公法人，因臺師大全體學生為學生會之當然會員，且大學法及臺師大學生會有繳交會費相關規範，故學生應有繳交會費之義務，判臺師大學生會勝訴，被告吳律德應給付共計700元的學生會費，並按週年利率5％計算利息，同時因敗訴負擔2000元的訴訟費用。2023年10月，台北高等行政法院駁回吳律德上訴，全案定讞。吳律德其後於2024年3月30日聲請憲法法庭裁判，同年12月29日聲請暫時處分，2025年3月10日憲法法庭裁定駁回。

## 評論
訴訟提出時的學生會理事長、即原訴訟代表人馮輝倫，和被告、學生代表吳律德於判決公布後受訪坦言，這是一項社會實驗。馮輝倫表示，此訴訟並非要追討學生會費，而是要確認學生是否有繳納會費的義務，以及學生會是否具有公法人地位。吳律德則欲釐清大專校院學生在大學法中為學生會當然會員的原因為何？這條規定的意義是什麼？前輔仁大學學生會會長、現執業律師陳孝賢受訪表示，若學生會被認定為公法人，與原先的非法人團體相比，將更具獨立性。對此，判決公布時的學生會理事長施信豪在校內社群保證任內不會以訴訟形式向任何學生追討學生會費，而對於下一步動作，被告吳律德展現出上訴的意願，而受訪的律師陳孝賢也認為若能獲得更高層級法院的認定，學術上或實務上都有助益。
曾任陽明交通大學交通分會學代的賴彥丞認為，興訟「強徵」會費絕非正確之舉。